# Geneviève Waïte
Geneviève Waïte, née le 13 février 1948 au Cap en Afrique du Sud et morte le 18 mai 2019 à Los Angeles, est une actrice, chanteuse et mannequin sud-africaine.

## Biographie
Née en 1948, elle grandit en Afrique du Sud, s'installe en Angleterre à l'adolescence pour étudier l'art dramatique. Emblématique des années 1960, elle devient mannequin de mode, mais aussi actrice. Son rôle le plus connu est celui du personnage principal du film Joanna, sorti en 1968. Elle est la muse du photographe Richard Avedon, qui la photographie à plusieurs reprises pour Vogue au début des années 1970,. En 1974, elle enregistre son seul album en tant que chanteuse, produit et écrit par son mari, John Phillips des Mamas and the Papas,. La même année, elle joue dans une comédie musicale éphémère à Broadway, Man on the Moon, qu'elle a coécrite avec John Phillips et qui a été produite par Andy Warhol.
Le 18 mai 2019, Geneviève Waïte meurt pendant son sommeil à Los Angeles, en Californie. Sa fille, Bijou Phillips, annonce la mort de sa mère quelques jours plus tard. 

### Famille
Waïte épouse le musicien John Phillips des Mamas & the Papas le 31 janvier 1972. Ils ont eu deux enfants, Tamerlane Phillips et Bijou Phillips. Ils ont divorcé en 1985. Elle a ensuite épousé Norman Buntaine ; ils se sont séparés plus tard.

## Filmographie
La filmographie de Geneviève Waïte, comprend les films suivants , : 
- L'Homme qui venait d'ailleurs (1976)
- Move (1970)
- Myra Breckinridge (1970)
- Joanna (1968)
- Die professor en die Prikkelpop (1967)